# Норин, Борис Николаевич
Борис Николаевич Норин (16 декабря 1924, п. Мотовилиха — 31 августа 2000, Санкт-Петербург) — советский и российский ботаник, доктор биологических наук, профессор, специалист в области геоботаники и тундроведения, исследователь растительности Крайнего Севера.

## Биография
В 1941—1942 годах учился в Молотовском авиационном техникуме, однако закончить его не успел. В 1942 году был призван в армию и направлен на фронт.
В 1949 году окончил плодоовощной факультет Молотовского сельскохозяйственного института и зачислен ассистентом на кафедру агромелиорации.
В 1953 году поступил в аспирантуру Ботанического института им. В. Л. Комарова (БИН).
В 1956 году защитил кандидатскую диссертацию на тему «Особенности семенного и вегетативного возобновления древесных пород в лесотундре Обско-Тазовского полуострова» и стал сотрудником БИНа, где проработал более 40 лет.
В 1978 году защитил докторскую диссертацию на тему «Структура растительных сообществ восточноевропейской лесотундры». В 1991 году присвоено звание профессора.
Руководил ботаническими экспедициями в низовьях р. Лены, в окрестностях посёлка Тикси. Был организатором и руководителем комплексных биогеоценологических стационарных исследований на юго-востоке Большеземельской тундры, на северо-западе плато Путорана, Полярном Урале и Кольском полуострове.
С 1967 по 1990 год был заместителем главного редактора «Ботанического журнала».
В 2000 году скончался. Похоронен на Богословском кладбище Санкт-Петербурга.

## Избранные труды
Автор и соавтор более 100 научных работ.
- Норин Б. Н. Что такое лесотундра? // Ботанический журнал. — 1961. — Т. 46, № 1. — С. 21—38.
- Норин Б. Н. О функциональной структуре растительных группировок лесотундры // Ботанический журнал. — 1970. — Т. 55, № 2. — С. 170—183.
- Норин Б. Н. Структура растительных сообществ восточноевропейской лесотундры. — Л. : Наука, 1979. — 200 с.
- Норин Б. Н. Растительное сообщество как система // Ботанический журнал. — 1980. — Т. 65, № 4. — С. 478—484.
- Норин Б. Н. Растительный покров: ценотическая организация и объекты классификации // Ботанический журнал. — 1983. — Т. 68, № 11. — С. 1449—1455.
- Норин Б. Н. Некоторые вопросы теории фитоценологии. Ценотическая система, ценотические отношения, фитогенное поле // Ботанический журнал. — 1987. — Т. 72, № 9. — С. 1161—1174.
- Норин Б. Н. Ценоячейка, синузия, ценом, растительное сообщество — проблемные вопросы теории фитоценологии // Ботанический журнал. — 1987. — Т. 72, № 10. — С. 1297—1309.
- Норин Б. Н. Эдификатор, интегральная (комплексная) фитоценотическая система, агрегация, фитохора, растительность и растительный покров — дискуссионные вопросы теории фитоценологии // Ботанический журнал. — 1987. — Т. 72, № 11. — С. 1427—1435.
- Норин Б. Н. Структурно-функциональная организация фитоценозов // Ботанический журнал. — 1991. — Т. 76, № 4. — С. 525—536.

## Растения, названные именем Б. Н. Норина
- Oxytropis norinii Kozhevn. (1981) — Остролодочник Норина = Oxytropis putoranica M.M.Ivanova (1976) — Остролодочник путоранский